# Ropa vieja
La ropa vieja (littéralement « vieux vêtements » en espagnol) est une spécialité culinaire espagnole à base de viande déchiquetée, en particulier de poitrine de bœuf, un morceau particulièrement fibreux. Dans certaines régions, il est d'usage d'ajouter des tomates et des tranches de boudin noir. 
Il est surtout populaire dans la Communauté de Madrid, dans la région de Murcie, en Andalousie, aux Îles Canaries, à Cuba, au Venezuela, en Colombie, au Panama, au Mexique (aussi nommée dans ce pays salpicon), au Costa Rica et à Porto Rico. En Colombie et au Venezuela, il est appelé carne desmechada ou carne mechada. Au Costa Rica, il est connu sous les noms carne mechada ou estofado. Il existe de nombreuses façons de préparer ce plat qui a de nombreux dérivés.

## Histoire
Ce plat aurait été apporté aux Amériques par des immigrants des îles Canaries et aurait été cuisiné pour la première fois à Cuba en 1857, mais il est aujourd'hui bien connu comme plat national cubain,. Dans l'histoire de la cuisine espagnole, ce plat serait apparu au cours du Moyen Âge, dans la cuisine séfarade médiévale.

## Variantes régionales
Dans la baie de Cadix et une partie de la province de Huelva, ce plat serait dérivé d'un autre plat, le puchero. La viande du puchero effilochée est mise à mijoter avec des pommes de terre précuites, des pois chiches et des raisins secs. En Castille, la ropa vieja est un plat dérivé du cocido, le ragoût espagnol. Il est obtenu après avoir retiré le bouillon, en faisant revenir les pois chiches et la viande et les légumes avec de l'œuf. Aux Canaries, la ropa vieja a gagné le statut de plat à part entière, bien qu'il soit dérivé des restes du puchero. Il a acquis un caractère propre et il est cuisiné directement sans avoir préparé un cocido auparavant. À la viande et aux pois chiches, on ajoute généralement d'autres ingrédients, en particulier des pommes de terre frites découpées en dés, des piments rouges, de l'ail, de l'oignon, du laurier, du thym et des clous de girofle,.

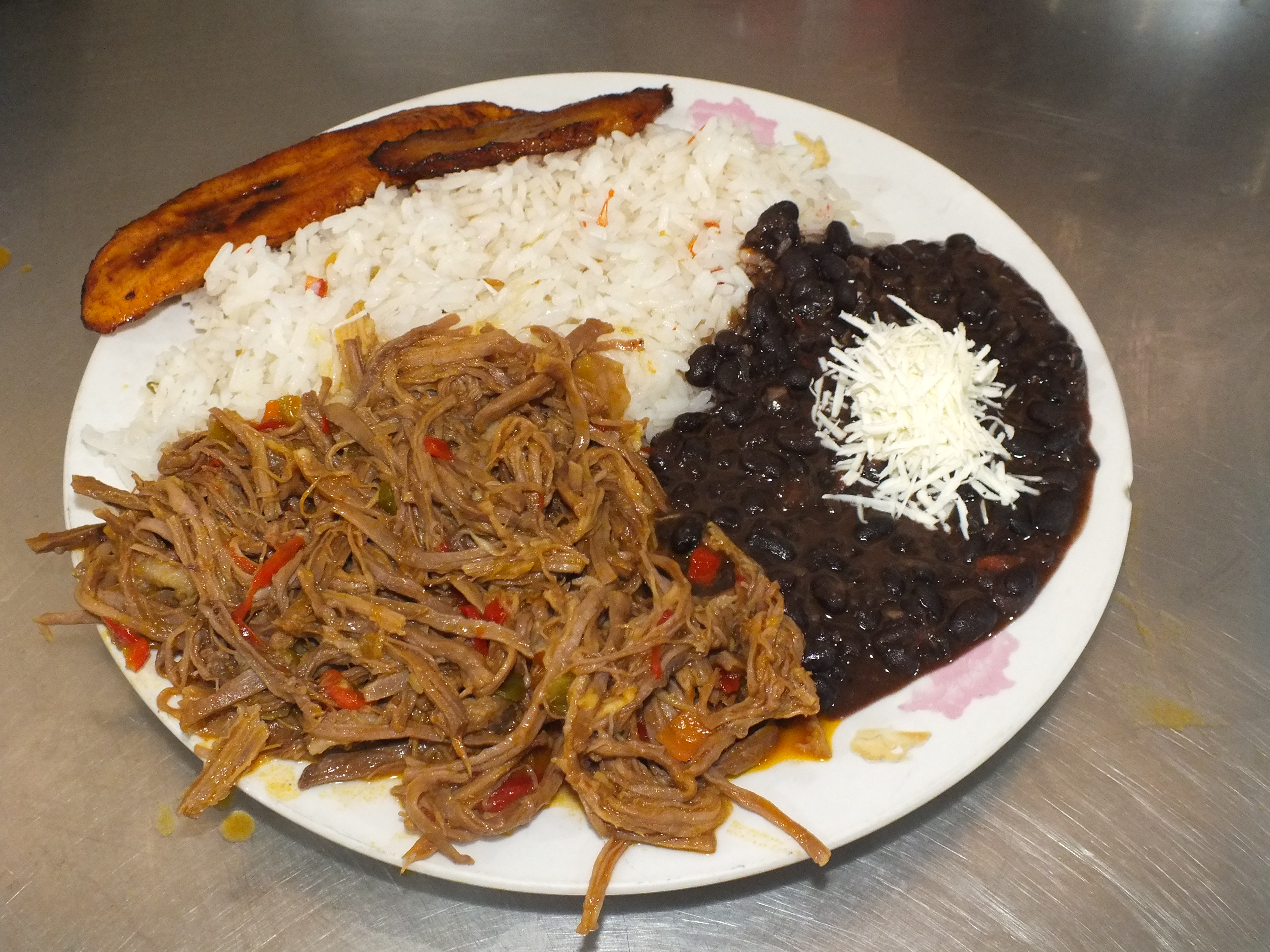
Pabellón criollo.

En Colombie et au Venezuela, il est préparé avec un morceau de bœuf appelé falda, bien qu'on puisse aussi utiliser de l'épaule ou de la bavette. Pour ce qui est des épices, la viande est cuisinée avec des herbes aromatiques (du laurier, de la coriandre, du thym et du clou de girofle). Après la cuisson, la viande est effilochée puis remise à cuire avec son bouillon comme pour un sofrito qui peut inclure des oignons, du poivron, de l'ail, des tomates entre autres légumes généralement découpés en mirepoix. Le plat final peut être mélangé avec de l'œuf, on obtient ainsi une sorte de viande aux œufs brouillés. Habituellement, il est servi avec du riz blanc, des haricots et des tranches de bananes frites ou une salade. Au Panama et au Costa Rica, la ropa vieja est accompagnée normalement de riz blanc et d'une salade.
Au Venezuela, la carne mechada est l'accompagnement indispensable du pabellón criollo. Dans la région des Caraïbes, la viande effilochée sert occasionnellement à garnir des arepas, formant des sandwichs appelés arepa pelúa au Venezuela quand ils sont accompagnés de gouda râpé.
Il existe une variante dans l'État de Lara au Venezuela qui est appelée patas de grillo ou pat'e grillo. Elle se prépare avec de la viande de chèvre. La viande est cuite jusqu'à être totalement sèche. Cette recette est servie au petit déjeuner avec des arepas, des haricots frits, du petit-lait et du fromage frais de chèvre.
Dans la région andine du Nord-Ouest argentin, la viande est marinée dans du vin, du poivre, de l'ail et du sel puis elle est cuite à la casserole avec des oignons et du vin.